# Gare de Brumath
Gare de Brumath – przystanek kolejowy w Brumath, w departamencie Dolny Ren, w regionie Grand Est, we Francji.
Brumath jest przystankiem kolejowym Société nationale des chemins de fer françaish (SNCF), obsługiwanym przez pociągi TER Alsace.